# アエロポルトT1駅
アエロポルトT1駅（カタルーニャ語：Estació d'Aeroport T1、スペイン語：Estación de Aeropuerto T1）はスペインのカタルーニャ州バルセロナ県アル・プラ・ダ・リュブラガートにある、バルセロナ地下鉄9号線の地下鉄駅。

## 歴史
2008年3月、マス・ブラウからアエロポルトT1までのトンネル掘削を開始し、2009年4月に完了した。
2009年に第1ターミナルがオープンし、9号線の駅は2012年に旅客サービスの準備が整うと予想されていた。しかし2012年3月に、カタルーニャ政府は空港ターミナル-ゾナ・ウニベルシタリア間の20km区間の開通日を2014年まで延期すると発表した。さらに2014年6月、カタルーニャ政府はアエロポルトT1を含む一部区間は2016年前半に開通すると発表し、最終的に2016年2月12日に開業した。

## 駅構造
空港第1ターミナルの地下にある、幅16mの島式ホーム1面2線を有する地下駅。ホームドアを完備している。駅隣には電車12本分を収容できる車庫がある。

## 駅周辺
- バルセロナ＝エル・プラット空港第1ターミナル
- T1駐車場

## 隣の駅
バルセロナ地下鉄
 9号線
アエロポルトT1駅 - アエロポルトT2駅